# منطقه ویژه حفاظت‌شده جنوبگان

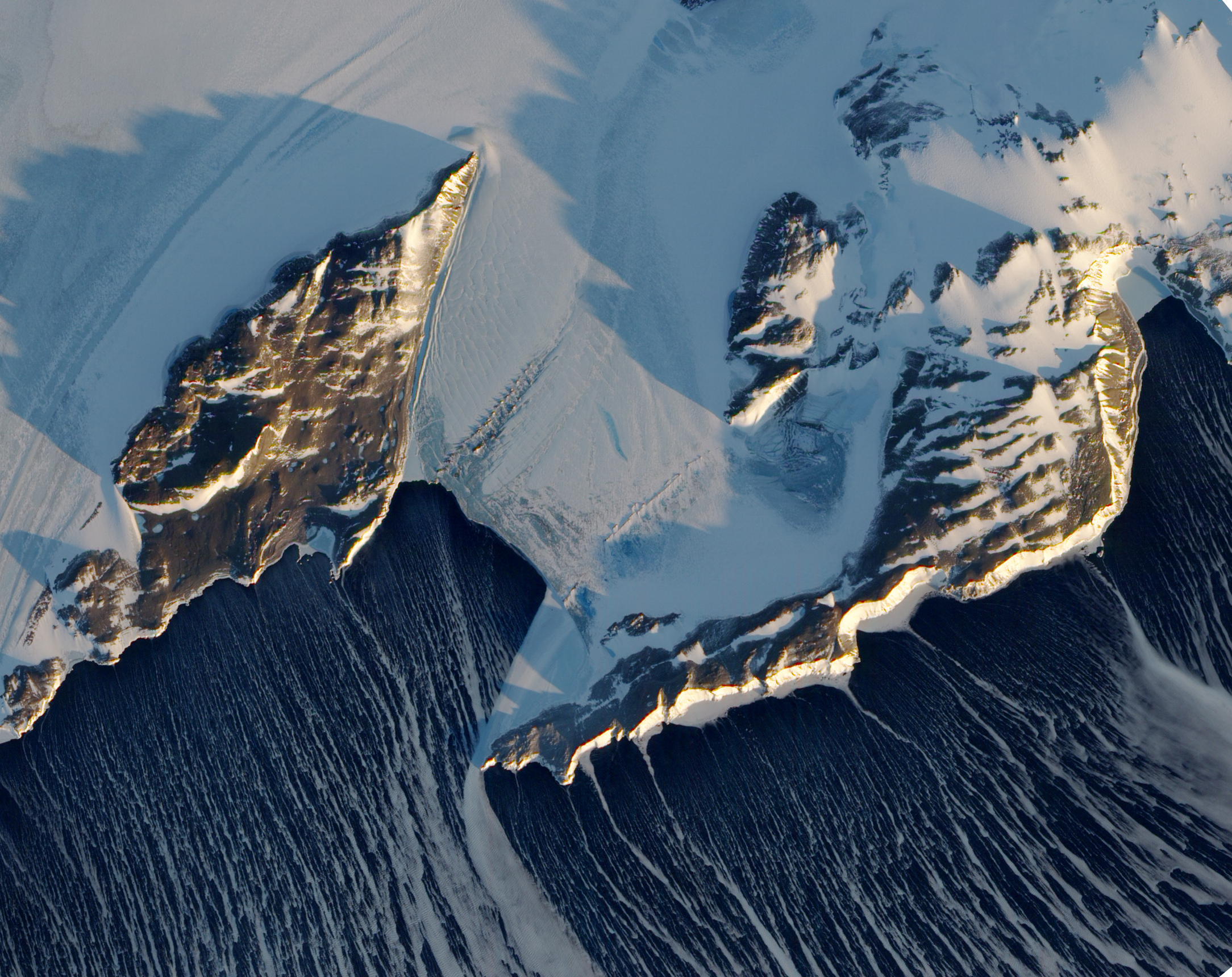
خلیج ترا نوا، واقع در منطقه ویژه حفاظت‌شده جنوبگان

منطقه ویژه حفاظت‌شده جنوبگان جایی در قاره جنوبگان یا آبخوست‌های نزدیک آن است که دانشمندان یا چند سازمان بین‌المللی از آن محافظت می‌کنند. این منطقه‌های حفاظت‌شده در سال ۱۹۶۱ (میلادی) بر پایه سیستم پیمان جنوبگان ایجاد شدند که از همه خشکی‌ها و آب‌های پایین‌تر از مدار ۶۰ درجه جنوبی در برابر توسعه انسانی محافظت می‌کند. در جنوبگان، ۷۲ منطقه ویژه حفاظت‌شده وجود دارند. ورود به منطقه‌های ویژه حفاظت‌شده جنوبگان نیازمند دریافت مجوز است.
منطقه‌های ویژه حفاظت‌شده جنوبگان از سوی دولت‌های استرالیا، نیوزیلند، ایالات متحده آمریکا، بریتانیا، شیلی، فرانسه، آرژانتین، لهستان، روسیه، نروژ ، ژاپن، هند، ایتالیا، سوئد، و کره جنوبی پشتیبانی می‌شوند.